# Aartsbisdom San Luis Potosí
Het aartsbisdom San Luis Potosí (Latijn: Archidioecesis Sancti Ludovici Potosiensis) is een rooms-katholiek aartsbisdom met als zetel San Luis Potosí, in Mexico. De aartsbisschop van San Luis Potosí is metropoliet van de kerkprovincie San Luis Potosí, waartoe ook de volgende suffragane bisdommen behoren:
- Ciudad Valles
- Matehuala
- Zacatecas

## Geschiedenis
Het aartsbisdom werd opgericht op 31 augustus 1854, als het bisdom San Luis Potosí, uit delen van het bisdom Michoacán. Op 5 november 1988 werd het verheven tot metropolitaan aartsbisdom. 

## Parochies
Het aartsbisdom had in 2020 een oppervlakte van 19.428 km2 en telde 1.746.334 inwoners waarvan 91,5% rooms-katholiek was.

## Ordinarii

### Bisschoppen
- Pedro Barajas y Moreno (30 november 1854 - 30 december 1868)
- Manuel del Conde y Blanco (25 juni 1869 - 21 juni 1872)
- José Nicanor Corona e Izarraraz (22 december 1873 - 27 juli 1883)
- Jose Maria Ignacio Montes de Oca y Obregón (13 november 1884 - 19 augustus 1921)
- Miguel María de la Mora y Mora (24 februari 1922 - 14 juli 1930)
- Guillermo Tritschler y Córdoba (30 januari 1931 - 22 februari 1941)
- Gerardo Anaya y Diez de Bonilla (3 oktober 1941 - 16 juni 1958)
- Luis Cabrera Cruz (25 augustus 1958 - 2 september 1967)
- Estanislao Alcaraz y Figueroa (3 maart 1968 - 3 juli 1972)
- Ezequiel Perea Sánchez (25 november 1972 - 25 april 1986)

### Aartsbisschoppen
- Arturo Antonio Szymanski Ramírez (27 januari 1987 - 20 januari 1999)
- Luis Morales Reyes (20 januari 1999 - 3 april 2012)
- Jesús Carlos Cabrero Romero (3 april 2012 - 26 maart 2022)
- Jorge Alberto Cavazos Arizpe (26 maart 2022 - heden)

San Luis Potosí (aartsbisdom) · Ciudad Valles · Matehuala · Zacatecas